# Okręg wyborczy Launceston
Okręg wyborczy Launceston powstał w 1295 r. i wysyłał do angielskiej, a następnie brytyjskiej, Izby Gmin dwóch deputowanych. W 1832 r. liczbę mandatów przypadających na okręg zmniejszono do jednego. Okręg obejmował miasto Launceston w Kornwalii. Został zlikwidowany w 1918 r.

## Deputowani do brytyjskiej Izby Gmin z okręgu Launceston

### Deputowani w latach 1295–1660
- 1529: John Rastell
- 1559: Henry Clinton
- 1597: Herbert Croft of Croft Castle
- 1610: Charles Wilmot
- 1625–1640: Bevil Grenville
- 1640–1641: William Coryton
- 1640–1644: Ambrose Manaton
- 1641–1648: John Harris
- 1645–1648: Thomas Gewen
- 1654–1655: Robert Bennet
- 1656–1660: Thomas Gewen
- 1659–1659: Robert Bennet

### Deputowani w latach 1660–1832
- 1660–1660: Edward Eliot
- 1660–1661: Thomas Gewen
- 1660–1661: John Cloberry
- 1661–1679: Richard Edgcumbe
- 1661–1679: Charles Harbord
- 1679–1679: Bernard Granville
- 1679–1680: John Coryton
- 1679–1689: Hugh Piper
- 1680–1681: Charles Granville, lord Lansdown
- 1681–1685: William Harbord
- 1685–1689: John Granville
- 1689–1692: William Harbord
- 1689–1690: Edward Russell
- 1690–1695: Bernard Granville
- 1692–1711: Henry Hyde, lord Hyde
- 1695–1710: William Cary
- 1710–1713: Francis Scobell
- 1711–1713: George Clarke
- 1713–1721: Edward Herle
- 1713–1722: John Anstis
- 1721–1725: Alexander Pendarves
- 1722–1724: John Freind
- 1724–1726: John Willes
- 1725–1727: John Freind
- 1726–1727: Henry Vane
- 1727–1735: John King
- 1727–1734: Arthur Tremayne
- 1734–1750: William Morice
- 1735–1747: William Irby
- 1747–1754: John St Aubyn
- 1750–1780: Humphry Morice
- 1754–1758: George Lee
- 1758–1759: John St Aubyn
- 1759–1768: Peter Burrell
- 1768–1774: William Amherst
- 1774–1780: John Buller
- 1780–1780: James Cecil, wicehrabia Cranborne
- 1780–1783: Thomas Bowlby
- 1780–1790: Charles Perceval
- 1783–1784: John Jervis
- 1784–1788: George Rose
- 1788–1790: John Swinburne
- 1790–1796: John Rodney
- 1790–1795: Henry Clinton
- 1795–1796: William Garthshore
- 1796–1802: John Theophilus Rawdon
- 1796–1832: James Brogden, wigowie
- 1802–1806: Richard Henry Alexander Bennet
- 1806–1807: Hugh Percy, hrabia Percy, torysi
- 1807–1812: Richard Henry Alexander Bennet
- 1812–1812: Jonathan Raine
- 1812–1830: Pownoll Pellew
- 1830–1831: James Willoughby Gordon
- 1831–1832: John Malcolm

### Deputowani w latach 1832–1918
- 1832–1844: Henry Hardinge, Partia Konserwatywna
- 1844–1852: William Bowles, Partia Konserwatywna
- 1852–1859: Josceline William Percy, Partia Konserwatywna
- 1859–1865: Thomas Chandler Haliburton, Partia Konserwatywna
- 1865–1868: Alexander Henry Campbell, Partia Konserwatywna
- 1868–1874: Henry Lopes, Partia Konserwatywna
- 1874–1874: James Henry Deakin, Partia Konserwatywna
- 1874–1877: James Henry Deakin, Partia Konserwatywna
- 1877–1885: Hardinge Giffard, Partia Konserwatywna
- 1885–1885: Richard Webster, Partia Konserwatywna
- 1885–1892: Thomas Dyke Acland, Partia Liberalna
- 1892–1898: Thomas Owen, Partia Liberalna
- 1898–1906: John Fletcher Moulton, Partia Liberalna
- 1906–1918: Croydon Marks, Partia Liberalna